# Сосновский сельсовет (Каргапольский район)
Сосно́вский сельсовет — упразднённые административно-территориальная единица и муниципальное образование со статусом сельского поселения в Каргапольском районе Курганской области Российской Федерации.
Административный центр — село Сосновка.
Законом Курганской области от 30.11.2021 № 136 был упразднён 17 декабря 2021 года в связи с преобразованием муниципального района в муниципальный округ.

## История
В соответствии с Законом Курганской области от 6 июля 2004 года № 419 сельсовет наделён статусом сельского поселения.

## Население
| 1989 | 2002 | 2010 | 2012 | 2013 | 2014 | 2015 |
| ---- | ---- | ---- | ---- | ---- | ---- | ---- |
| 802  | ↘698 | ↘676 | ↘669 | ↘660 | ↘651 | ↘625 |
| 2016 | 2017 | 2018 | 2019 | 2020 |      |      |
| ↘609 | ↗617 | ↘614 | ↘602 | ↘593 |      |      |

## Состав сельского поселения
| № | Населённый пункт | Тип населённого пункта       | Население |
| - | ---------------- | ---------------------------- | --------- |
| 1 | Окуневка         | посёлок                      | ↗68       |
| 2 | Первомайский     | посёлок                      | ↘35       |
| 3 | Сосновка         | село, административный центр | ↘573      |